# Nancy Drew: Nữ thám tử tài ba
Nancy Drew: Nữ thám tử tài ba (tựa gốc tiếng Anh: Nancy Drew) là một phim điện ảnh trinh thám-hài hước của Mỹ sản xuất năm 2007, phỏng theo loạt truyện trinh thám nổi tiếng về nữ thám tử thiếu niên cùng tên. Với Emma Roberts trong vai Nancy Drew, Max Thieriot trong vai Ned, Kay Panabaker trong vai George, và Amy Bruckner trong vai Bess Marvin. Bộ phim lấy bối cảnh ở Los Angeles và được đạo diễn bởi Andrew Fleming.
Đánh giá của các nhà phê bình khá trái chiều với nhận xét chung là bộ phim đem lại sự tươi mới. Bộ phim thu về 30,666,930 USD trên toàn cầu với 20 triệu USD kinh phí. Emma Roberts đã ký hợp đồng cho hai phần tiếp theo, tuy nhiên chúng bị hủy vì phản ứng tiêu cực từ người hâm mộ và doanh thu tuần mở màn thấp.

## Nội dung
Nancy Drew (Emma Roberts) và người cha góa vợ, Carson Drew (Tate Donovan), chuyển tạm từ River Heights đến California và thuê một căn nhà trong vòng vài tháng, ở đó Carson làm một công việc tạm thời. Nancy chọn căn nhà ở California đó vì nó từng là nhà của Dehlia Draycott, một ngôi sao đã bị sát hại (nhân vật dựa trên Natalie Wood, vụ án của bà đến nay vẫn chưa được phá). Bất chấp sự bí ẩn đó, cha của Nancy cấm cô không được chơi màn thám tử nữa và động viên cô tập trung vào trường phổ thông và sống như một thiếu niên bình thường. Nancy vật lộn để hòa nhập ở trường mới, kết bạn với duy nhất một cậu bé kém tuổi là Corky (Josh Flitter). Cô nhận ra thế giới thám tử là nơi duy nhất hợp với cô và quyết định giải mã bí ẩn Draycott sau lưng cha cô. Ở biệt thự Draycott, cô phát hiện một bức thư mà Draycott viết cho một nhân vật "Z" bí ẩn, người có thể là người tình của Draycott. Từ những bức ảnh của Draycott trước khi chết, cô khám phá ra ngay trước khi chết, Draycott đã sinh con và bí mật cho đứa bé đi làm con nuôi. Cô biết được đứa bé, Jane Brighton (Rachael Leigh Cook), là người thụ hưởng duy nhất trong di chúc của Draycott, thứ đã biến mất. Nancy nhận được một cuộc gọi đe dọa, nói cô phải bỏ vụ án, và liên lạc với bạn làm ăn của cha cô, Dashiel Biedermeyer (Barry Bostwick), luật sư phụ trách tài sản của Draycott, để hỗ trợ cô trong vụ án.
Trong khi đó, cha Nancy tặng quà sinh nhật sớm cho cô, chiếc Nash Metropolitan màu lam mà cô để lại River Heights. Lái chiếc xe đến là người bạn trai lâu năm của cô, Ned (Max Thieriot). Ned hiểu sự kiên trì trong việc phá án của cô và hỗ trợ Nancy điều tra vụ Draycott. Corky cảm thấy ghen tị với quan hệ gắn bó giữa Nancy và Ned, cậu cố gắng hết sức để gây sự chú ý với Nancy. Một lần, một quả bom được đặt trong xe của Nancy. Nancy cố gỡ quả bom và bị áp lực quả bom làm bất tỉnh trong một khoảng thời gian ngắn. Bộ ba trải qua nhiều giờ bên nhau, khám phá một lối đi bí mật dẫn đến tầng hầm nhà hàng xóm, được Leshing (Marshall Bell) thuê, người trông giữ mặt bằng tài sản của Draycott.
Một buổi chiều, Jane đẫm lệ đến trước cửa nhà Nancy và thông báo con cô ấy đã bị tổ chức xã hội mang đi vì Jane bị vu khống có hành vi gây nguy hại cho trẻ em. Jane tiết lộ sau lần ghé thăm đầu tiên của Nancy, một người đàn ông xuất hiện trước cửa nhà và đe dọa cô. Nancy yêu cầu cha mình nhận vụ án của Jane. Cha cô đồng ý và Jane ở lại với họ. Trong khi xem một bộ phim của Dehlia Draycott, Nancy nhận ra Draycott hẳn đã giấu bản di chúc được sửa lại trong một đạo cụ từ một trong những bộ phim của cô. Nancy lần theo dấu bản di chúc đến một cửa hàng đồ cổ Trung Hoa, Nancy bị đánh thuốc mê bất tỉnh từ phía sau bởi tay sai của nhân vật phản diện, và bị nhốt lại trong một căn phòng. Và rồi, Nancy trốn thoát, nhưng bị đâm xe và phải đi cấp cứu. Cha cô, cùng với Biedermeyer, đến và yêu cầu biết sự tình. Cô thừa nhận việc mình bí mật điều tra và giải thích về bản di chúc được giấu của Draycott. Biedermeyer đề nghị chở hai cha con Nancy về nhà để ông ta có thể ký một hợp đồng với ngài Drew. Nancy khám phá ra Biedermeyer là người bị tước quyền thừa hưởng bởi di chúc của Dehlia (ký giấy tờ với chữ "Z" lớn, tên đệm của ông ta là Zachary), kết luận ông ta chính là người yêu của Dehlia Draycott. Tuy nhiên, khi ông ta hỏi Nancy về bản di chúc, cô nhảy ra khỏi chiếc xe đang chạy, bỏ lại cha cô với Biedermeyer và đám tay sai. Nancy cố gắng trở về nhà và bị Biedermeyer bắt, hắn đe dọa sẽ "vắt bản di chúc ra khỏi cô." Nancy hỏi ông ta lý do giết Dehlia và ông ta trả lời rằng Dehlia trở lên hơi điên sau khi đem cô con gái Jane của mình đi làm con nuôi, ông ta cũng tiết lộ rằng Jane không phải con gái ông ta mà là con của Leshing, và đòi bản di chúc. Nancy đá vào ống chân Biedermeyer rồi bỏ chạy, nhưng lại bị bao vây bởi Biedermeyer và đám tay sai. Leshing đến bằng lối đi bí mật và đánh bất tỉnh đám tay sai và Nancy tiết lộ đã bí mật ghi âm những gì Biedermeyer nói với cô. Trong khi cảnh sát đến và bắt Biedermeyer, Nancy giải thích cho Lesshing rằng Jane là con gái của ông, và ông nói điều đó với Jane, và rồi lần đầu tiên trong đời hai cha con ôm lấy nhau. Bản di chúc được trả lại cho người sở hữu hợp pháp. Jane đủ khả năng để lấy lại con gái cô và cải tạo biệt thự Draycott trở thành nhà cho những bà mẹ đơn thân sau khi cha con nhà Drew trở về River Heights.
Khi Nancy xem đoạn phim Jane gửi với cảnh Nhà Draycott Dành Cho Những Bà Mẹ Đơn Thân, Nancy hơi buồn vì điều bí ẩn đã kết thúc. Cô ra ngoài gặp Ned đang sửa xe cho mình. Hai người nói chuyện rồi hôn nhau. Ngay sau nụ hôn của Nancy và Ned, cha cô nói rằng cô có một cuộc gọi đường dài mô tả bí ẩn mới ở Scotland (thứ gì đó có liên quan đến Quái vật hồ Loch Ness và những viên kim cương bị thất lạc). Cô vui tươi chưa từng thấy, chạy vào trong nhà.

## Diễn viên
- Emma Roberts vai Nancy Drew
- Josh Flitter vai Corky Veinshtein
- Max Thieriot vai Ned Nickerson
- Rachael Leigh Cook vai Jane Brighton
- Tate Donovan vai Carson Drew
- Marshall Bell vai John Leshing
- Laura Harring vai Dehlia Draycott
- Barry Bostwick vai Dashiel Zachary Biedermeyer
- Daniella Monet vai Inga Veinshtein
- Kelly Vitz vai Trish
- Caroline Aaron vai Barbara Barbara
- Adam Clark vai Trung sĩ Billings
- Pat Carroll vai Bà lão hàng xóm
- Amy Bruckner vai Bess Marvin
- Kay Panabaker vai George Fayne
- Cliff Bemis vai Sếp McGinnis
- Kaitlyn Van Item vai Allie

Nhiều diễn viên nổi tiếng tham gia với vai khách mời xuyên suốt bộ phim. Bruce Willis xuất hiện với tư cách chính mình, đang đóng một phim tội phạm ở Los Angeles; Adam Goldberg vào vai đạo diễn của Willis là Andy; Chris Kattan đóng một trong những tên trộm bị Nancy bắt ở cảnh mở màn của phim; Lindsay Sloane đóng nhân viên bán hàng ở cửa hàng quần áo; Eddie Jemison vào vai nhân viên nhận con nuôi; và Geraint Wyn Davies tham gia với vai giáo viên dạy kịch.

## Quá trình sản xuất
Trước khi Roberts được thuê, diễn viên Amanda Bynes đã được xem xét vào vai Nancy. Bộ phim bấm máy vào năm 2006. Vào thời điểm đó, Emma Roberts chưa có bằng lái và không thể tự mình đóng cảnh truy đuổi bằng xe được. Bộ phim được quay ở nhiều thành phố thuộc bang California, gồm South Pasadena, Los Angeles, Santa Clarita, Long Beach, La Canada Flintridge và Burbank.
Chiếc xe của Nancy trong bộ phim là một chiếc mui trần Nash Metropolitan màu lam.

## Bản quyền TV tại Mỹ
Các kênh truyền hình cáp, như ABC Family và Disney Channel, đã mua bản quyền bản phim Nancy Drew 2007. ABC Family, chứ không phải Disney Channel, phát sóng bộ phim sản xuất năm 2002 để chiếu trên TV mang tên Nancy Drew với Maggie Lawson đóng chính, mặc dù nó từng được chiếu trên Disney Channel Asia.

## Phát hành video gia đình
Nancy Drew được phát hành dưới định dạng DVD và Blu-ray vào ngày 11 tháng 2 năm 2008 với bản một đĩa và bản combo DVD/Bluray. Tại Việt Nam, DVD của bộ phim được Phương Nam Phim phát hành với tên Nữ Thám Tử Tài Ba vào tháng 3 năm 2010.

## Ý kiến đánh giá
Nancy Drew nhận được đánh giá trái chiều từ các nhà phê bình. Bộ phim nhận được đánh giá "Thối" từ Rotten Tomatoes với nhận xét tổng quát "Emma Roberts vui tươi và quyến rũ trong vai Nancy Drew, cô thám tử trẻ tuổi. Nhưng bất chấp nỗ lực tuyệt vời của cô, Nancy Drew vẫn thiếu sự phấn khích, ngạc nhiên, và những nhân vật phụ thuyết phục." Bộ phim nhận được đánh giá 54% tại Metacritic dựa trên 31 nhà phê bình, được xếp hạng "Trung bình". Plugged In nhận xét bộ phim có sự đơn giản của một cuốn tiểu thuyết trinh thám dành cho thiếu niên nhưng có ít yếu tố hài hước, chưa đủ thỏa mãn những khán giả trưởng thành. Mở màn với vị trí thứ 7 phòng vé ở Mỹ, bộ phim thu về 6,832,318 USD ở tuần đầu và tổng cộng 25,612,520 USD tại Mỹ, 5,054,410 USD ở các nước khác, doanh thu toàn cầu là 30,666,930 USD.
Người hâm mộ của loạt truyện phản ứng tiêu cực với bộ phim, nhưng ca ngợi diễn xuất của Robert trong vai Drew.

## Sách chuyển thể
Cuốn tiểu thuyết dựa trên bộ phim được Daniella Burr viết và phát hành cùng năm với bộ phim thông qua Nhà xuất bản Simon Spotlight.

## Nhạc phim
1. "Come to California" (Matthew Sweet)
2. "Perfect Misfit" (Liz Phair)
3. "Kids in America" (The Donnas)
4. "Pretty Much Amazing" (Joanna)
5. "Looking for Clues" (Katie Melua)
6. "Hey Nancy Drew" (Price)
7. "Like a Star" (Corinne Bailey Rae)
8. "Nice Day" (Persephone's Bees)
9. "Blue Monday" (Flunk)
10. "We Came to Party" (J-Kwon)
11. "All I Need" (Cupid)
12. "Party Tonight" (Bizarre)
13. "When Did Your Heart Go Missing?" (Rooney)
14. "DARE" (Gorillaz với giọng hát khách mời Shaun Ryder)